# コンドロヴォ
座標: 北緯54度48分 東経35度56分 / 北緯54.800度 東経35.933度
コンドロヴォ（ロシア語: Кондрово; Kondrovo）は、ロシア連邦西部のカルーガ州にある町。人口は1万5734人（2021年）。州都カルーガから北西へ40キロメートル。ジェルジンスキー地区の行政中心地でもある。ウグラ川の支流シチャニヤ川（Шаня）沿いに建つ。

## 歴史
もとはコンディレヴォ（Кондырево）と呼ばれたコンドロヴォは、モスクワ大公国の貴族（ヴォイェヴォダ）ドミトリー・コンディリョフに対し、1500年から1501年の第二次モスクワ・リトアニア戦争で従軍した功績により世襲領（ヴォーチナ、во́тчина）として認められた。
1790年、この村に製紙工場ができ、19世紀の終わりごろには高品質の紙を作る工場として知られていた。コンディレヴォという地名は、1840年代までの間に次第にコンドロヴォへと変化している。1938年にコンドロヴォは市の地位を得た。
第二次世界大戦の独ソ戦（大祖国戦争）では、1941年10月9日にドイツ国防軍により占領されたが、モスクワ付近から前線を西へ押し返した赤軍西部戦線の反攻（ルジェフ・ヴャジマ攻勢）により1942年1月19日に解放された。

## 経済
コンドロヴォ市の主要な工場は、今日でも製紙工場（KBK、コンドロフスカヤ製紙会社）であり、羊皮紙、ノート、トイレットペーパー、衛生用品などを生産している。
最寄の駅は、1874年に開通したヴャジマ・カルーガ・ウズロヴァヤ・リャジスク間の鉄道にあるゴヴァルドヴォ駅である。

## 出身者
- アレクサンドル・ヒンチン（1894年 - 1959年） - 数学者